# No. 7 Bomber Group
Die No. 7 Bomber Group der britischen Royal Air Force war ein Luftkampfverband, der zuerst im Jahr 1918 in Dienst gestellt wurde. Nachdem Ende des Ersten Weltkrieges wurde der Verband im Jahre 1919 aufgelöst. Im Zeitraum von 1923 bis 1926 war der Verband erneut aufgestellt worden. Im Zeitraum von 1940 bis 1941 (als Trainingsverband) und von 1943 bis 1945 war die Einheit Teil des RAF Bomber Command. Die Einheit war in diesem Zeitraum auch am Flächenbombardement deutscher Städte (morale bombing) während des Zweiten Weltkriegs beteiligt.